# Tulunan
Tulunan es un municipio filipino de segunda categoría, situado al sur de la isla de Mindanao. Forma parte de  la provincia de Cotabato del Norte situada en la Región administrativa de Mindanao Central. Para las elecciones está encuadrado en el Tercer Distrito Electoral de esta provincia.

## Geografía
Se trata del municipio más meridional de la provincia.

### Barrios
El municipio  de Tulunan se divide, a los efectos administrativos, en 29 barangayes o barrios, conforme a la siguiente relación:
| - Bagumbayan - Banayal - Batang - Bituán - Bual - Daig | - Damaguato - Dungos - Kanibong - La Esperanza - Lampagang - Bunawan | - Magbok - Maybula - Minapán - Nueva Caridad - Nueva Culasi - Nueva Panay | - Paraíso - Población - Popoyón - Sibsib - Tambac - Tuburán | - F. Cajelo - Bacong - Galidán - Genoveva Baynosa - Nabundasán |  |

## Historia

### Influencia española
Este territorio   fue parte  del Imperio español en Asia y Oceanía (1520-1898). Hacia 1696 el capitán Rodríguez de Figueroa obtiene del gobierno español el derecho exclusivo de colonizar Mindanao. El 1 de febrero de este año parte de Iloílo alcanzando la desembocadura del Río Grande de Mindanao, en lo que hoy se conoce como la ciudad de Cotabato.